# Az-Zubayr ibn al-Awwam
Abu-Abd-Al·lah az-Zubayr ibn al-Awwam ibn Khuwàylid al-Quraixí al-Assadí (àrab: ابو عبد الله الزُّبَيْرُ بن العَوَّام بن خويلد القرشي الأسدي, Abū ʿAbd Allāh az-Zubayr b. al-ʿAwwām b. Ḫuwaylid al-Quraxī al-Asadī) o, més senzillament az-Zubayr ibn al-Awwam, també conegut com a Hawarí Rassul Al·lah (àrab: حواري رسول الله, Ḥawārī Rasūl Allāh, ‘Apòstol del Missatger de Déu’), fou un dels més notables companys del profeta Mahoma.
La seva mare Safiyya bint Abd-al-Múttalib era tia del Profeta del que era cosí. Es diu que fou el quart o cinquè home a convertir-se i el va seguir quan tenia uns setze anys. Va participar en la primera hègira. Va participar després a les batalles de Badr el 624, la massacre dels Bani Qurayza que seguí la batalla del Fossat o al-Khandak el 627, Khaybar el 628 i a la conquesta de la Meca el 630. Després de la mort de Mahoma va participar en la batalla del Yarmuk 636 i després fou enviat a Egipte amb 4.000 soldats per ajudar a Amr ibn al-As en la conquesta del país.
Fou contrari al califa Uthman i va encoratjar en secret l'agitació contra ell però per raons particulars. Mort Uthman va col·laborar amb Talha i Àixa contra Alí ibn Abi-Tàlib i van declarar que Uthman havia estat mort injustament. Alí els va combatre i en la batalla del Camell el novembre del 656 es diu que va fugir però les versions no s'acaben de definir. Es diu que hi va morir i fou enterrat a uadi al-Siba prop de Bàssora amb una edat entre 54 i 64 anys. Va estar casat amb Asma, filla d'Abu-Bakr (i germanastre d'Àïxa). Fou el pare d'Abd-Al·lah ibn az-Zubayr i de Mussab ibn az-Zubayr, entre altres fills i filles.